# Thayer (Nebraska)
Thayer és una població dels Estats Units a l'estat de Nebraska. Segons el cens del 2000 tenia 71 habitants.

## Demografia
Segons el cens del 2000, Thayer tenia 71 habitants, 26 habitatges, i 19 famílies. La densitat de població era de 91,4 habitants per km².
Dels 26 habitatges en un 30,8% hi vivien nens de menys de 18 anys, en un 69,2% hi vivien parelles casades, en un 3,8% dones solteres, i en un 23,1% no eren unitats familiars. En el 15,4% dels habitatges hi vivien persones soles l'11,5% de les quals corresponia a persones de 65 anys o més que vivien soles. El nombre mitjà de persones vivint en cada habitatge era de 2,73 i el nombre mitjà de persones que vivien en cada família era de 3,1.
Per edats la població es repartia de la següent manera: un 31% tenia menys de 18 anys, un 4,2% entre 18 i 24, un 23,9% entre 25 i 44, un 32,4% de 45 a 60 i un 8,5% 65 anys o més.
L'edat mediana era de 41 anys. Per cada 100 dones de 18 o més anys hi havia 104,2 homes.
La renda mediana per habitatge era de 50.313 $ i la renda mediana per família de 48.438 $. Els homes tenien una renda mediana de 26.875 $ mentre que les dones 25.625 $. La renda per capita de la població era de 18.164 $. Aproximadament el 10,5% de les famílies i el 22% de la població estaven per davall del llindar de pobresa.

## Poblacions més properes
El següent diagrama mostra les poblacions més properes.